# جورج إم. كومبز
جورج إم. كومبز (بالإنجليزية: George M. Coombs)‏ هو مهندس معماري أمريكي، ولد في 27 نوفمبر 1851 في برونزويك في الولايات المتحدة، وتوفي في 27 مارس 1909 في لويستون في الولايات المتحدة.